# Patrick Kwist
Patrick Kwist (Rotterdam, 27 november 1968) is een Nederlandse langeafstandsloper, die gespecialiseerd is in de marathon. Hij won verschillende wegwedstrijden, zoals de Bruggenloop (2011, 2012, 2015) en Marathon Brabant (2015, 2018, 2019). Ook werd hij regelmatig snelste Rotterdammer bij de Marathon van Rotterdam

## Loopbaan
In tegenstelling tot de meeste hardlopers, heeft Kwist zijn jeugd doorgebracht door te voetballen bij RVV Blijdorp. Na het voetballen begint Kwist in 2007 op 39-jarige leeftijd aan hardlopen, door lid te worden van Rotterdam Atletiek. Vanaf dat moment is hij serieus gaan trainen. De meeste lopers waren op zijn leeftijd al versleten, dus in zijn leeftijdscategorie behoorde hij al gauw tot de top.
In de loop der jaren heeft Kwist regelmatig hoge ogen gegooid in de Categorie masters. Op de 5000 m en 10.000 m scoorde hij meerdere malen uitmuntend en werd hij in 2015 wereldkampioen M45 op de halve marathon. Op het Europees Kampioenschap Masters atletiek in 2019 won hij goud op de halve marathon en de 10.000 m.

## Persoonlijke records
Baan
| Onderdeel | Prestatie | Datum            | Plaats    |
| --------- | --------- | ---------------- | --------- |
| 3000 m    | 8.53,59   | 22 augustus 2019 | Rotterdam |
| 5000 m    | 15.16,02  | 28 juni 2014     | Breda     |
| 10.000 m  | 31.58,79  | 31 juli 2015     | Amsterdam |

Weg
| Onderdeel      | Prestatie | Datum             | Plaats     |
| -------------- | --------- | ----------------- | ---------- |
| 10 km          | 31:31     | 30 september 2012 | Utrecht    |
| 15 km          | 48:50     | 8 november 2009   | Zoetermeer |
| halve marathon | 1:09.36   | 14 maart 2010     | Den Haag   |
| marathon       | 2:27.01   | 18 oktober 2009   | Amsterdam  |

## Palmares

### 5000 m
- 2018:  NK Masters in Gouda - 15.49,39

### 10000 m
- 2019:  EK Masters in Venetië

### 10 km
- 2009: 5e M40 NK in Tilburg - 31.58
- 2015: 2e Vredesloop den Haag - 32.38
- 2017:  10 van Katendrecht - 34.12
- 2022:  M50 NK in Venlo - 33.41
- 2023:  Verkerkloop in Zwijndrecht - 33.47
- 2023:  Inner Circle Run te Hendrik Ido Ambacht - 34.06

### 15 km
- 2006: 63e Bruggenloop - 57.31
- 2007: 17e Bruggenloop - 53.24
- 2009:  Plassenloop - 50.51
- 2009:  VTM Telecomloop - 50.46
- 2011:  Bruggenloop - 49:27
- 2012:  Bruggenloop - 49.49
- 2014:  Bruggenloop - 49.35
- 2015:  Bruggenloop - 48.36
- 2016: 9e Bruggenloop - 49.48
- 2017: 75e Zevenheuvelenloop - 50.35
- 2018: 51e Zevenheuvelenloop - 48:59
- 2018: 7e Bruggenloop - 48.17

### halve marathon
- 2008: 23e City-Pier-City Loop 2008 - 1:17.44
- 2009: 54e City-Pier-City Loop 2009 - 1:12.33
- 2010: 40e City-Pier-City Loop 2010 - 1:09.36
- 2012: 15e Nederlands kampioenschap halve marathon 2012 - 1:10.45
- 2014: 47e City-Pier-City Loop 2014 - 1:11.49
- 2015: 8e Nederlands kampioenschap halve marathon 2015 - 1:12.47 ( M45)
- 2016: 60e City-Pier-City Loop 2016 - 1:12.31
- 2019:  M50 NK te Venlo - 1:12.41
- 2023:  M50 NK te Breda - 1:15.36

### marathon
- 2006: 237e marathon van Rotterdam - 2:55.38
- 2006: 7e marathon van Utrecht - 3:00.17
- 2007: 86e marathon van Rotterdam - 2:53.50
- 2007: 157e marathon van Amsterdam - 2:50.59
- 2008: 87e marathon van Rotterdam - 2:40.47
- 2008: 97e marathon van Amsterdam - 2:47.31
- 2009: 46e marathon van Rotterdam - 2:37.04
- 2009: 36e marathon van Amsterdam - 2:27.01
- 2010: 29e marathon van Rotterdam - 2:27.16
- 2010:  marathon Brabant - 2:28.44
- 2011: 40e marathon van Rotterdam - 2:27.40
- 2011: 60e marathon van Amsterdam - 2:28.52
- 2011:  Spark Marathon Spijkenisse - 2:33.43
- 2012: 78e marathon van Rotterdam - 2:29.37
- 2012:  marathon Brabant - 2:29.12
- 2013: 59e marathon van Rotterdam - 2:33.50
- 2013:  Den Haag Marathon - 2:37.34
- 2014: 86e marathon van Rotterdam - 2:36.42
- 2015:  marathon Brabant - 2:32.53
- 2016: 79e marathon van Rotterdam - 2:31.03
- 2017: 780e marathon van Rotterdam - 3:07.46
- 2018:  marathon Brabant - 2:32.52
- 2018: M45 NK te Amsterdam - 2:32.18
- 2019: 162e marathon van Rotterdam - 2:42.00
- 2019:  marathon Brabant - 2:32.17
- 2019: M50 NK te Amsterdam - 2:32.18
- 2022: 566e marathon van Rotterdam - 2:56.05
- 2022: M50 NK te Amsterdam - 2:39.24
- 2023: 7e M50 NK marathon van Rotterdam - 2:43:38
- 2023: 11e  Marathon van Leiden - 2:38:51